# 田中二郎 (人類学者)
田中 二郎（たなか じろう、1941年1月15日 - ）は、日本の生態人類学者、京都大学名誉教授。

## 来歴
京都府出身。1964年、京都大学理学部動物学科卒。1970年、東京大学大学院文化人類学専攻修士課程修了。1974年、「セントラル・カラハリ・ブッシュマン 生態人類学的研究」で京都大学より理学博士の学位を取得。1976年、京都大学霊長類研究所助教授。1981年、弘前大学人文学部教授。1986年、京都大学アフリカ地域研究センター教授。2004年、定年退官、名誉教授。

## 著書
- ブッシュマン 生態人類学的研究 思索社 1971
- 砂漠の狩人 人類始源の姿を求めて 中央公論社 1978.7 (中公新書)
- The San Hunter-Gatherers of the Kalahari: A Study in Ecological Anthropology(Translated by David W. Hughes) University of Tokyo Press 1980
- 最後の狩猟採集民 歴史の流れとブッシュマン どうぶつ社 1994.4
- ブッシュマン、永遠に。 変容を迫られるアフリカの狩猟採集民 昭和堂 2008.11
- The Bushmen: A Half-Century Chronicle of Transformations in Hunter-Gatherer Life and Ecology(Translated by Minako Sato) Kyoto University Press & Trans Pacific Press 2014
- アフリカ文化探検　半世紀の歴史から未来へ　京都大学学術出版会　2017.７
- ブッシュマンの民話　京都大学学術出版会　2020.1

## 共編著
- 生態学講座 25 人類の生態 大塚柳太郎,西田利貞共著 共立出版 1974
- 自然社会の人類学 アフリカに生きる 伊谷純一郎共編著 アカデミア出版会 1986.3 (人間の探検シリーズ)
- 災害と人間行動田中重好,林春男 共編著 東海大学出版会 1986.10
- ヒトの自然誌 掛谷誠共編 平凡社 1991.2
- 続自然社会の人類学　変貌するアフリカ掛谷誠,市川光雄,太田至共編著　アカデミア出版会1996.6（人間の探検シリーズ）
- カラハリ狩猟採集民 過去と現在 京都大学学術出版会 2001.10 (講座・生態人類学)
- 遊動民ノマッド 佐藤俊,菅原和孝,太田至共編著　昭和堂　2004.4

## 監修
- アフリカを知る事典 伊谷純一郎,小田英郎,川田順造,米山俊直共同監修　平凡社 1989.2
- 世界の民族9 アフリカ南部・マダガスカル 平凡社 1980

## 翻訳
- 遊牧の戦士たち エリザベス・M.トーマス 向井元子共訳 思索社 1979.10
- 異文化への適応 アフリカの変革期とムブティ・ピグミー コリン・M.ターンブル 丹野正共訳 CBS出版 1985.8

## 参考
- J-Global